# Los Conquistadores (Argentine)
Pour les articles homonymes, voir Los Conquistadores.
Los Conquistadores est une localité rurale argentine située dans le département de Federación et dans la province d'Entre Ríos.

## Démographie
La population du village, c'est-à-dire sans tenir compte de la zone rurale, était de 920 habitants en 1991 et de 1 047 en 2001,. Le recensement de 2010 comptait 1 287 habitants pour la commune.

## Géographie
Los Conquistadores est située à la jonction des bassins des ríos Paraná, Gualeguay et Uruguay. Le ruisseau Tases, affluent du ruisseau Feliciano du côté du Paraná, le ruisseau Fortuna du côté du Gualeguay, et le ruisseau Torres, affluent du fleuve Mocoreta du côté de l'Uruguay, prennent naissance dans les environs et drainent la localité.
Los Conquistadores est située à l'intersection de la route provinciale 2 et de la route nationale 127. La localité est traversée par la branche ferroviaire désaffectée Diamante - Crespo - Federal - Curuzú Cuatiá du chemin de fer General Urquiza. La ville possède une école primaire, un lycée agro-technique et une bibliothèque populaire.

## Histoire
Son nom original depuis 1926 était Villa Herminio J. Quiróz, mais il a été remplacé par le nom de sa gare ferroviaire : gare Los Conquistadores (initialement appelée Km 80). Un conseil de quartier rural a été créé conformément au code rural le 14 octobre 1971, puis supplanté par un conseil d'administration le 22 octobre 1973 par le décret no 2417/73.